# سرگئی سیدورسکی
سرگئی سرگیویچ سیدورسکی ((به بلاروسی: Сярге́й Сярге́евіч Сідо́рскі)؛ زاده ۱۳ مارس ۱۹۵۴) سیاستمدار اهل بلاروس می‌باشد که از ۱۰ ژوئیه ۲۰۰۳ تا ۲۸ دسامبر ۲۰۱۰ سمت نخست‌وزیری این کشور را برعهده داشت.